# El Saucillo, San Felipe Orizatlán
El Saucillo är en ort i Mexiko.   Den ligger i kommunen San Felipe Orizatlán och delstaten Hidalgo, i den sydöstra delen av landet, 210 km norr om huvudstaden Mexico City. El Saucillo ligger 90 meter över havet och antalet invånare är 108.
Terrängen runt El Saucillo är platt åt nordost, men åt sydväst är den kuperad. El Saucillo ligger nere i en dal. Runt El Saucillo är det ganska tätbefolkat, med 96 invånare per kvadratkilometer. Närmaste större samhälle är Tampacan, 18,5 km nordväst om El Saucillo. Omgivningarna runt El Saucillo är en mosaik av jordbruksmark och naturlig växtlighet.